# Comune distrettuale di Kelmė
Il comune distrettuale di Kelmė è uno dei 60 comuni della Lituania, situato nella regione della Samogizia.

## Amministrazione

### Gemellaggi
- Hódmezővásárhely, dal 1991[1]